# ロバート・デュー
ロバート・デュー（Robert Drew、本名Robert Lincoln Drew、1924年2月15日 トレド - 2014年7月30日）は、アメリカ合衆国の文筆家、ドキュメンタリーの映画監督である。

## 来歴・人物
監督としてのデビュー作は『プライマリー Primary』（1960年）である。同作は、ウィスコンシン州でのヒューバート・H・ハンフリーとジョン・F・ケネディとをめぐる予備選挙についてのドキュメンタリーフィルムである。これが「ダイレクト・シネマ」と呼ばれるドキュメンタリー映画の最初の作品のひとつとみなされている。
次の監督作は『Yanki No!』（1960年）で、同作はキューバとラテン・アメリカにおける反米感情についてのドキュメンタリーである。デューは、リチャード・リーコック、D・A・ペネベイカーとともに「デュー・アソシエイツ」社を1960年代初頭に設立した。『Crisis: Behind a Presidential Commitment』において、同社のプロデューサー、グレゴリー・シューカーがカメラをとり、ホワイトハウスの大統領執務室（オーヴァル・オフィス）に突入し、アラバマ州知事ジョージ・ウォレスによって引き起こされる危機についての大統領のミーティングを監視した。ウォレスは2人のアフリカ系アメリカ人学生のアラバマ大学入学を物理的にブロックした人物である。同作は、1963年10月、ABCでオンエアされ、ホワイトハウスへのカメラの許可に対する抗議の嵐の引き金を引いた。
デューは、ほかにも短篇ドキュメンタリーをいくつかつくっている。最新作は『From Two Men and a War』で、自身の第二次世界大戦時の戦闘機パイロットであった経験と、ピューリッツァー賞受賞記者アーニー・パイルとの遭遇とを再決算したものである。